# Ovalipes ocellatus
Ovalipes ocellatus is een krabbensoort uit de familie van de Polybiidae. De wetenschappelijke naam van de soort is voor het eerst geldig gepubliceerd in 1799 door Herbst.